# Radňovice
Radňovice (deutsch Radniowitz) ist eine Gemeinde in Tschechien. Sie liegt drei Kilometer westlich von Nové Město na Moravě und gehört zum Okres Žďár nad Sázavou.

## Geographie
Radňovice befindet sich südlich der Saarer Berge. Nordöstlich erhebt sich der Harusův kopec (741 m) und im Osten der Šibenice (706 m). Durch Radňovice führt die Staatsstraße I/19 zwischen Žďár nad Sázavou und Nové Město na Moravě. Am südlichen Ortsrand verläuft die Eisenbahnstrecke Žďár nad Sázavou – Tišnov, dort liegt auch die Bahnstation Radňovice.
Nachbarorte sind Jiříkovice im Norden, Zahradníkův Kout und Mercedeska im Nordosten, Nové Město na Moravě im Osten, Beranice und Petrovice im Südosten, Slavkovice im Süden, Veselíčko im Südwesten, Plíčky und Žďár nad Sázavou im Westen sowie Vysoké und Lhotka im Nordwesten.

## Geschichte
Das Dorf wurde wahrscheinlich im 13. Jahrhundert gegründet und gehörte zu den Gütern der Lichtenburg. Die erste schriftliche Erwähnung von Rednowiz erfolgte im Jahre 1269, als Smil von Lichtenburg den Ort zusammen mit Jursichowiz (Jiříkovice) dem Zisterzienserkloster Saar schenkte. Nach der Errichtung der Pfarrei in Neustadtl kam Radnowicz zu deren Sprengel. Als der Neustadtler Pfarrer den Kirchenzehnt von Radnowicz beanspruchte, entstand ein Streit mit dem Kloster, der 1397 in Prag gerichtlich zu Gunsten des Ordens beilegt wurde. Im klösterlichen Urbar von 1407 sind für Radnyowieze 14 tributpflichtige Untertanen aufgeführt, außerdem bestand im Ort ein Freigericht. 1465 hatte das Dorf 360 Einwohner und bestand aus 57 Häusern. Im Jahre 1667 ist das erste Ortssiegel nachweisbar, das einen Baum darstellt. 1805 lebten in dem Dorf 355 Menschen. 1838 begann in Radňovice der Schulunterricht, den auch die Kinder von Jiříkovice besuchten.
Nach der Aufhebung der Patrimonialherrschaften bildete Radňovice ab 1850 eine Gemeinde im politischen Bezirk Neustadtl. Nach dem Brand der Schule im Jahre 1863 wurde diese gemeinsam von den Gemeinden Jiříkovice und Radňovice wieder aufgebaut. 1891 lebten in den 63 Häusern des Ortes 380 Menschen. 1895 wurde die Straße nach Jiříkovice gebaut. Im Jahr 1900 wurde die Freiwillige Feuerwehr gegründet. Zwischen 1903 und 1905 errichtete die Lokalbahn Deutschbrod–Tischnowitz die Eisenbahnstrecke von Saar nach Tischnowitz. 1949 wurde Radňovice dem Okres Žďár nad Sázavou zugeordnet. Zwischen 1980 und 1990 war das Dorf nach Nové Město na Moravě eingemeindet. Die Gemeinde Radňovice besteht heute aus 103 Häusern und führt ein Wappen.

## Gemeindegliederung
Für die Gemeinde Radňovice sind keine Ortsteile ausgewiesen.

## Sehenswürdigkeiten
- Naturdenkmal Díly u Lhotka, westlich des Dorfes
- Kreuz an der Schule, errichtet 1893
- Kapelle mit Glockenturm am Dorfplatz, erbaut im 19. Jahrhundert
- Harusův kopec mit 75 m hohen Fernsehturm, Skiliften und Biathlonareal

## Persönlichkeiten

### Söhne und Töchter der Gemeinde
- František Zajíček (1912–1987), Wintersportler und Widerstandskämpfer
- Jaroslav Zajíček (1920–1995), Skilangläufer

### In der Gemeinde wirkten und lebten
- Josef Věromír Pleva (1899–1985), der spätere Schriftsteller wuchs zwischen 1910 und 1920 in Radňovice auf.